# 2007年至2008年西雅圖超音速賽季
2007-08 西雅图超音速賽季是西雅图超音速在NBA聯盟中的第41個賽季，亦是在搬往奧克拉荷馬城並更名為雷霆前的最後一個賽季。

## 選秀
2号新秀：凯文·杜兰特
5号新秀：杰夫·格林（由波士顿塞尔特人转孟菲斯灰熊交易至本队）

## 常規賽

### 常規賽排名
| 球隊         | 勝 | 負 | 勝率 | 勝差 |
| ------------ | -- | -- | ---- | ---- |
| 猶他爵士     | 54 | 28 | .659 | -    |
| 丹佛金塊     | 50 | 32 | .610 | 4    |
| 波特蘭拓荒者 | 41 | 41 | .500 | 13   |
| 明尼蘇達灰狼 | 22 | 60 | .268 | 32   |
| 西雅图超音速 | 20 | 62 | .244 | 34   |

## 季後賽
无缘季后赛

## 獎項和紀錄
最佳新秀，新秀第一阵容后卫：凯文·杜兰特

## 交易
西雅图超音速沒有在2007-08 NBA賽季進行交易。